# Aleksander Wysocki (zm. 1673)
Aleksander Wysocki z Budzisławia herbu Dryja (zm. w 1673 roku) – sędzia ziemski brzeskokujawski w latach 1662–1669, łowczy brzeskokujawski w latach 1659–1661.
Poseł sejmiku radziejowskiego na sejm 1659 roku. Poseł województw brzeskokujawskiego i inowrocławskiego na sejm 1661 roku, na sejm 1662 roku i sejm 1664/1665 roku. Poseł brzeskokujawski na sejm wiosenny 1666 roku. Poseł brzeskokujawski na sejm jesienny 1666 roku. Poseł na sejm konwokacyjny 1668 roku z województwa inowrocławskiego. 